# Sydlig hårnosvombat
Sydlig hårnosvombat (Lasiorhinus latifrons) är ett pungdjur i familjen vombater (Vombatidae).

## Utseende
Med en längd (huvud och bål) av 75 till 95 cm och en vikt av 19 till 32 kg är denna art den minsta i familjen vombater. Svanslängden är bara 2,5 till 6 cm. Som alla vombater kännetecknas den av en björnliknande kroppsbyggnad. Extremiteterna är korta och kraftiga och försedda med klor som gör det lättare att gräva. Huvudet är stort och brett och ögonen är små. Öronen är däremot långa och slutar i en spets. I motsats till de andra arterna i familjen är pälsen mjuk och silkeslen. Pälsens färg är grå eller gråbrun, med röda skuggor.

## Utbredning
Levnadsområdet ligger i regioner där nederbördsmängden är mindre än avdunstningen. Arten förekommer i södra och sydöstra Australien, till exempel i Nullarboröknen. I delstaten New South Wales finns endast två mindre populationer.

## Ekologi
Sydlig hårnosvombats habitat utgörs av torra gräsmarker, öppna skogar och buskskogar. Marken ska vara tillräcklig fast för att möjliggöra byggandet av en jordhåla. Arten är nattaktiv och vilar under dagen i sina lyor där klimatet är kallare och fuktigare än den heta ytterklimatet. Under dessa vilopauser sänks kroppens temperatur och ämnesomsättning för att spara energi och vatten.
Denna art är mer social än nakennosvombaten. Ibland lever 5 till 10 individer av olika kön i samma tunnelsystem. Tunnelsystemet har flera ingångar och flera kamrar som fodras med löv. Gångarna kan vara upp till 30 meter långa och ligga upp till 2 meter under markytan.
På natten letar dessa djur efter föda som består huvudsaklig av gräs (särskild fjädergräs), örter, rötter och bark. Som vattenkälla tjänstgör den fasta födan, regn och dagg. Det finns inga uppgifter om individer som dricker från vattendrag.

### Fortplantning
Fortplantningen är anpassad till vegetationsperioden. Vanligtvis föds en unge mellan september och november. Dräktigheten varar i 20 till 22 dagar och ungen tillbringar sex till nio månader i moderns pung. Efter ungefär ett år slutar honan att ge di och efter två eller tre år är ungarna könsmogna. De flesta ungar dör under sina första år. Det antas att ungar av sydlig hårnosvombat behöver tre år med bra tillgång till föda för att överleva. Däremot är medellivslängden jämförelsevis hög. Individer i fångenskap blev upp till 24 år gamla och i naturen når de uppskattningsvis 15 års ålder.

## Hot och status
Artens utbredningsområde minskade efter att europeiska invandrare kom till Australien men inte så mycket som för arten nordlig hårnosvombat. Hotet består av omvandlingen av deras territorium till betesmark, konkurrensen med inte infödda djurarter och ibland även jakt. I vissa regioner dödas många individer av hardjurs skabb som arten fick av introducerade kaniner. De blev jagade på grund av pälsen och för att de ibland förstör stängsel när de gräver. Utbredningsområdet är delat i flera skilda avsnitt men trots allt är beståndet jämförelsevis stort. Populationen i Nullarboröknen och angränsande slättland uppskattas till 50 000 till 100 000 individer. IUCN listar arten som nära hotad (NT).